# Alice Robbe
Alice Robbe (Fermanville, 10 mei 2000) is een tennisspeelster uit Frankrijk. Robbe is rechtshandig en speelt soms met een enkelhandige, soms met een dubbelhandige backhand. Zij is actief in het internationale tennis sinds 2015.

## Loopbaan

### Enkelspel
Robbe debuteerde in 2016 op het ITF-toernooi van Mâcon (Frankrijk). Zij stond in 2019 voor het eerst in een finale, op het ITF-toernooi van Dublin (Ierland) – zij verloor van de Ierse Georgia Drummy. In 2022 veroverde Robbe haar eerste titel, op het ITF-toernooi van Montemor-o-Novo (Portugal), door de Turkse Pemra Özgen te verslaan. Tot op heden(juli 2023) won zij drie ITF-titels, de meest recente in 2023 in Bujumbura (Burundi).
In 2022 kwalificeerde Robbe zich voor het eerst voor een WTA-hoofdtoernooi, op het toernooi van Contrexéville – zij bereikte er de tweede ronde, door de Zwitserse Ylena In-Albon te verslaan.

### Dubbelspel
Robbe was in het dubbelspel minder actief dan in het enkelspel. Zij debuteerde in 2015 op het ITF-toernooi van Équeurdreville (Frankrijk), samen met landgenote Valentine Bacher – zij bereikten er de halve finale. Zij stond in 2019 voor het eerst in een finale, op het ITF-toernooi van Monastir (Tunesië), geflankeerd door landgenote Manon Arcangioli – zij verloren van het duo Tamara Čurović en Carole Monnet. In 2021 veroverde Robbe haar eerste titel, op het ITF-toernooi van Bratislava (Slowakije), samen met de Estische Jelena Malõgina, door het duo Nina Potočnik en Iva Primorac te verslaan. Tot op heden(juli 2023) won zij vier ITF-titels, de meest recente in 2022 in Trnava (Slowakije).
In 2022 speelde Robbe voor het eerst op een WTA-hoofdtoernooi, op het toernooi van Contrexéville, samen met landgenote Margaux Rouvroy. In 2023 won zij voor het eerst een WTA-dubbelspelpartij, op het WTA-toernooi van Saint-Malo met landgenote Amandine Hesse aan haar zijde. Enkele weken later had zij haar grandslamdebuut op Roland Garros – samen met landgenote Alice Tubello had zij een wildcard gekregen.

## Posities op deWTA-ranglijst
Positie per einde seizoen:
| jaar | rang enkelspel | rang dubbelspel |
| ---- | -------------- | --------------- |
| 2016 | –              | 923             |
| 2019 | 771            | 1381            |
| 2020 | 722            | 1054            |
| 2021 | 424            | 532             |
| 2022 | 355            | 404             |

## Palmares

### Gewonnen ITF-toernooien enkelspel
| nr. | finale     | toernooi        | dotatie | ondergrond | tegenstandster in finale | score    |
| --- | ---------- | --------------- | ------- | ---------- | ------------------------ | -------- |
| 1.  | 2022-05-22 | Montemor-o-Novo | $25.000 | hardcourt  | Pemra Özgen              | 6-1, 6-2 |
| 2.  | 2023-04-09 | Bujumbura       | $25.000 | gravel     | Sada Nahimana            | 6-1, 6-4 |
| 3.  | 2023-04-16 | Bujumbura       | $25.000 | gravel     | Jasmijn Gimbrère         | 6-1, 6-2 |

## Resultaten grandslamtoernooien

### Enkelspel
geen deelname

### Vrouwendubbelspel
| toernooi        | 2023 |
| --------------- | ---- |
| Australian Open | –    |
| Roland Garros   | 1R   |
| Wimbledon       | –    |
| US Open         |      |